# Men Rodrigues de Briteiros
Men Rodrigues de Briteiros (fl. XII-XIII secolo) è stato un trovatore portoghese, attivo nel terzo quarto del XIII secolo.
Figlio di un mediocre e ambizioso infanzón, Roi Gomez, e padre di Johan Mendiz de Briteiros. Per i servigi resi, Alfonso III lo ricompensa elevandolo alla condizione di rico-homem. Questa nobiltà acquisita sarà oggetto di una feroce satira da parte del nobile fidalgo di vecchio ceppo, Afonso Lopez de Baian
Men Rodrigues fu autore di tre componimenti poetici: una cantiga de amor e due cantigas de escarnio.